# Federico García Lorca
Federico García Lorca (født 5. juni 1898 i Fuente Vaqueros ved Granada, død 19. august 1936 i Víznar) var en spansk poet og dramatiker.
Han regnes for en af de største i spansk litteratur. Han er i Danmark kendt for dramaer opført på Det kongelige Teater som Blodbryllup (sp: "Bodas de sangre") (1933) og Bernarda Albas Hus (sp: "La casa de Bernarda Alba") (1936) og viser, ballader og flamencoer som Balladen om den store hest som ikke ville drikke (sp: "Nana del caballo grande") på dansk opført af Savage Rose.
García Lorca var homoseksuel og havde flere forhold til mænd muligvis også til kunstneren Salvador Dalí. Hans seksualitet begrænsede ham psykisk. Han kunne ikke vise sit sande jeg, da homoseksualitet var uacceptabelt i det macho-prægede andalusiske samfund, han kom fra. Denne indre konflikt gjorde, at Lorca til tider levede et deprimeret liv. Som et forsøg på at "gøre ham bedre", sendte hans familie ham til New York, hvor han aldrig følte sig tilpas. Her skrev han det triste værk Poet i New York (sp. "Poeta en Nueva York") (udgivet posthumt i 1940). Lorca afspejler sine dybeste tanker, begær og holdninger i mange af sine værker, og "Poet i New York" er et af mange eksempler på det. Også hans store kærlighed til Dalí udtrykte han i digtet "Oda a Salvador Dalí". Han vendte tilbage til Spanien i 1930, hvor han blev henrettet i 1936 af en falangistisk eksekutionspeloton. Under Francisco Francos diktatur i Spanien (1939-1975) var García Lorcas værker forbudt.
Det vides ikke med sikkerhed, hvor liget af García Lorca blev begravet. I dag står en statue af ham på Plaza de Santa Ana i Madrid.